# Pierre de Breyne
Pour les articles homonymes, voir Breyne.
Pierre-Philippe-Antoine de Breyne, né le 17 avril 1801 à Dixmude et mort le 27 septembre 1886 à Dixmude, est un homme politique belge.

## Fonctions et mandats
- Conseiller communal de Dixmude : 1832-1833
- Échevin de Dixmude : 1834-1836
- Bourgmestre de Dixmude : 1836-1863
- Conseiller provincial de Flandre Occidentale : 1838-1845
- Membre de la Chambre des représentants de Belgique : 1845-1863

## Distinctions
- Chevalier de l'ordre de Léopold

## Sources
- DE PAEPE, RAINDORF-GERARD, Le Parlement belge 1831-1894. Données biographiques, Bruxelles, Commission de la biographie nationale, 1996, p. 110
- BOCHART, Biographie des membres des deux chambres législatives, Bruxelles, 1858, p. 19